# Not Alone
《Not Alone》是韓國Pop Dance組合SS501成員朴政珉的個人首張單曲，亦是SS501中首位單飛後發行的首張單曲。音源於2011年1月20日通過各音樂網站公開。
整張單曲由明星製作人「新沙洞老虎」與朴政珉攜手打造，朴政珉也以作詞家的身分參與專輯製作，從主打歌「Not Alone」、「妳知道嗎？」以及「有妳的每一天都是聖誕節」等所有歌曲，皆由他親自填詞。
此張單曲也於2011年2月17日在日本發行日語版本《 NOT ALONE 日本語版 CD BOOK》。只另行重新錄音製作《Not Alone》演唱為日語，朴政珉亦親自填出日文歌詞。

## 錄製與音樂
主打歌曲《Not Alone》以華麗的管弦樂伴奏，混合使用真實樂器與合成樂器，以beatbox結合古典樂所呈現的前衛舞曲。現場演唱時，歌曲前奏部分舞台設計為舞者先於台前展現美妙的舞姿以詮釋歌曲所傳達的意涵。
朴政珉與製作人「新沙洞老虎」經過長時間的討論，才決定將「Not Alone」這首歌曲作為首波主打。選擇此曲為首波主打是希望藉由這首歌曲，傳達出朴政珉本人對粉絲的感謝，因為有粉絲們的存在，讓他即使少了SS501團員在身邊，也並不孤單。
〈넌 알고 있니 妳知道嗎？〉是一首英式搖滾曲風的抒情樂曲，由富有歐洲風情的另類搖滾樂團的beatbox揭開歌曲的序幕。朴政珉本人親自參與填詞也參與幕後製作工作。
〈내 하루는 매일매일 크리스마스 有妳的每一天都是聖誕節〉是朴政珉獻給粉絲們的情書，由韓國著名組合Loveholics的成員강현민擔任該曲的詞曲創作，以拉丁爵士(bossa nova)風味加上朴政珉獨有的感性與溫柔的音樂魅力，譜寫出這首輕快甜美的歌曲。

## 曲目
- 日、韓發行版本內容皆相同

全碟監製：新沙洞老虎、朴政珉
1. Not Alone  〖03:53〗
  - 作詞：朴政珉；作曲：新沙洞老虎；編曲：新沙洞老虎
2. 妳知道嗎？（韓： 日：） 〖03:43〗 
  - 作詞：朴政珉；作曲：新沙洞老虎；編曲：新沙洞老虎
3. 有妳的每一天都是聖誕節（韓： 日：） 〖03:24〗
  - 作詞：朴政珉，강현민；作曲：강현민；編曲：강현민
4. Not Alone (inst)  〖03:54〗
  - 作曲：新沙洞老虎；編曲：新沙洞老虎
5. 妳知道嗎？ (inst) 〖03:43〗 
  - 作曲：新沙洞老虎；編曲：新沙洞老虎
6. 有妳的每一天都是聖誕節 (inst) 〖03:22〗
  - 作曲：강현민；編曲：강현민

## 成績
| Not Alone | 3 | 5 | 4(台壓版) | 2 | 5 |

- g-music 東洋榜
  - 2011年度銷售榜，計算時間：2011/01/01~2011/12/31，獲得第18位，銷售佔比1.02%[6]

### 銷售量及認證
| 排行榜 (Not Alone) | 實體銷售 | 備註                 |
| ------------------ | -------- | -------------------- |
| Gaon               | 16,439+  | 統計2011年1月至2月止 |
| Hanteo             | 17,500+  | 統計2011年1月至9月止 |

## 發行歷史
| 國家 | 日期          | 發行方式     | 發行公司                   |
| ---- | ------------- | ------------ | -------------------------- |
| 南韓 | 2011年1月20日 | CD, 數位下載 | 로엔엔터테인먼트           |
| 全球 | 2011年1月20日 | 數位下載     | 로엔엔터테인먼트           |
| 日本 | 2011年1月22日 | CD           | 로엔엔터테인먼트           |
| 日本 | 2011年2月17日 | CD           | Sony Music Japan（日語版） |
| 台灣 | 2011年1月28日 | CD           | Sony Music（台壓版）       |

## 外部連結
- PARKJUNGMIN OFFICIAL FANCLUB（页面存档备份，存于）
- Facebook Page: OfficialParkJungMin（页面存档备份，存于）
- Twitter: JungMin0403（页面存档备份，存于）
- Park Jung Min Official Japan Youtube Channel（页面存档备份，存于）
- Not Alone MBC Official Live（页面存档备份，存于）
- Not Alone SBS Official Live（页面存档备份，存于）